# Породица Настасијевић
Породица Настасијевић била је позната уметничка породица из Горњег Милановца која је оставила дубок траг у српској култури, подаривши неколико значајних, даровитих и плодних српских уметника у раздобљу после Првог светског рата.

## Историјат
Отац породице, Никола Лазаревић, доселио се с мајком из Охрида у Брусницу као шестогодишњак. У знак захвалности према ујаку Настасу Ђорђевићу (градитељу горњомилановачке цркве Свете Тројице) код кога је изучио градитељски занат, одрекао се мајчиног презимена и од ујаковог имена правио ново презиме – Настасијевић. Био је признати грађевинар различитих здања. У оба турска рата био је четовођа, а након бугарског рата одликован је и медаљама за војничке врлине, као и Таковским крстом за учешће у рату за ослобођење и независност од 1876. до 1878. године. Свирао је флауту и волео је књижевност.

Мајка Милица, родом из Краљева (Карановца), била је кћи трговца и извозника Косте Јовановића. Имала је за жену оног времена високо образовање – школовала се на Институту Катарине Миловук у Београду.
У породици је било седморо надарене деце: Наталија (филозоф), Живорад (сликар), Момчило (песник и књижевник), Светомир (композитор, музички критичар, педагог и теоретичар, диригент, директор Београдске опере и дипломирани архитекта), Славомир (књижевник), Даринка (историчар) и Славка (математичар).
Уметност је била у средишту пажње ове породице која је увек била наклоњена и свему што је национално. Уметност је била непосредна преокупација четворице браће, а у томе су их подржавали и родитељи и њихове три сестре. Тако је било и за време њиховог живота у Горњем Милановцу (кућа им је била у улици Танаска Рајића бр. 7, а касније је срушена током бомбардовања у Другом светском рату), али и касније, по пресељењу породице у Београд 1920. године. Њихов првобитни београдски дом био је у Ратарској улици бр. 131 (данашња улица Краљице Марије бр. 55), док су се касније преселили у Молерову бр. 9.
Њихов београдски дом је од посебног значаја јер су се у њему празницима и недељом одржавала музичка послеподнева која су временом прерасла у недељне уметничке састанке. Ти догађаји су се од 1924. до 1938. године одржавали редовно а на њих су долазили бројни битни интелектуалци и уметници тог времена попут Исидоре Секулић, Милоша Црњанског, Растка Петровића, Станислава Винавера, Рада Драинца, Димитрија Митриновића, Душана Матића и многих других.

## Легат
Легат горњомилановачке породице Настасијевић, једног од синонима града, налази се у приземљу зграде Музеја рудничко-таковског краја. Њихова заоставштина првобитно је била у рукама Славке Настасијевић све до њене смрти када је о бригу о наслеђу преузео Славомир. По жељи његових потомака, заоставштина је 9. априла 1983. године поклоњена овој музејској установи.
Реч је о великом броју драгоцених личних предмета, музичких инструмената, намештаја, стотинак уметничких дела међу којима има цртежа и слика, више од 200 фотографија, скоро 500 докумената, позоришних плаката, белешки, преписки и око 1100 књига и записа музичких и сценских дела.